# Sylvia Hanika
Sylvia Hanika (Múnich, Alemania Federal, 30 de noviembre de 1959) es una extenista alemana, considerada una de las mejores tenistas de Europa de la década de los 80, llegó a alcanzar el puesto número 5 en el ranking de la WTA.
Llegó a jugar la final de Roland Garros de 1981 perdiendo ante la checa Hana Mandlikova por 6-2 y 6-1. Sin embargo, un año después, venció en la final del Masters a Martina Navratilova por 1-6, 6-3 y 6-4. Hanika ganó 4 torneos en categoría individual y 1 en dobles.

## Carrera

### Torneos de Grand Slam

#### Finalista en individuales (1)
| Año  | Campeonato    | Rival           | Marcador |
| 1981 | Roland Garros | Hana Mandlikova | 2-6, 1-6 |

### Títulos (5, 4+1)

#### Individuales
| Leyenda        |
| -------------- |
| Tier I (0)     |
| Tier II (0)    |
| Tier III ()    |
| Tier IV (0)    |
| VS (3)         |
| Grand Slam (0) |
| Masters (1)    |

| No. | Fecha                    | Torneo                 | Superficie | Oponente               | Resultado     |
| 1.  | 23 de febrero de 1981    | Seattle                | Moqueta    | Barbara Potter         | 6-2, 6-1      |
| 2.  | 22 de marzo de 1982      | WTA Tour Championships | Dura       | Martina Navratilova    | 1-6, 6-3, 6-4 |
| 3.  | 22 de octubre de 1984    | Brighton               | Moqueta    | Joanna Russell         | 6-3, 1-6, 6-2 |
| 4.  | 15 de septiembre de 1986 | Atenas                 | Tierra     | Angelikí Kanellopoulou | 7-5, 6-1      |

#### Dobles (1)
| No. | Fecha                   | Torneo   | Superficie | Pareja               | Oponentes                | Resultado     |
| 1.  | 28 de noviembre de 1988 | Adelaida | Cemento    | Claudia Kohde-Kilsch | Lori McNeil Jana Novotna | 7-5, 6-7, 6-4 |

### Finales (19, 17+1)

#### Individuales (17)
- 1978: Bastad (Elly Appel
- 1978: Christchurch (Regina Marsikova)
- 1979: Roma (Tracy Austin)
- 1979: Kitzbühel (Hana Mandlikova)
- 1981: Cincinnati (Martina Navratilova)
- 1981: Roland Garros (Hana Mandlikova)
- 1982: Los Ángeles (Mima Jausovec)
- 1983: Washington (Martina Navratilova)
- 1983: Houston (Martina Navratilova)
- 1983: Oackland (Bettina Bunge)
- 1983: Boston (Wendy Turnbull)
- 1983: Hartford (Kim Jones)
- 1987: San Francisco (Zina Garrison)
- 1987: Mahwah (Manuela Maleeva)
- 1988: Wichita (Manuela Maleeva)
- 1988: Aix-en-Provence (Judith Wiesner)

#### Dobles (2)
- 1978: Christchurch, con Katja Ebbinghaus, pierden contra Lesley Hunt y Sharon Walsh.
- 1980: Chicago, con Kathy Jordan, pierden contra Billie Jean King y Martina Navratilova.